# دایان انگ

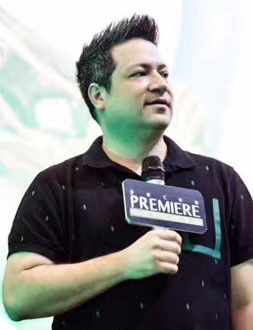
دَیّان اِنگ در افتتاحیه فیلم خود در شانگهای

دَیّان اِنگ (انگلیسی: Dayyan Eng) معروف به وو-شی-شیان در چین (متولد ۱۹۷۵ در تایوان)، یک فیلمساز چینی-آمریکایی که از تبار چینی، انگلیسی و فارسی است. دَیّان اِنگ در سه قاره بزرگ شده‌است. وی در دانشگاه واشینگتن، هنرهای سینمایی را فرا گرفت و به آکادمی فیلم پکن منتقل شد، جایی که تحصیلات خود را در رشته کارگردانی به پایان رساند.
در سال ۲۰۰۱، او اتوبوس ۴۴ را نوشت و کارگردانی کرد. این فیلم در جشنواره فیلم ونیز ۲۰۰۱ و جشنواره فیلم ساندنس ۲۰۰۲ و در جوایز جشنواره برتر و برنده جوایز شد و به جشنواره کن کن ۲۰۰۲ "چهار هفته کارگردانان " دعوت شد. این اولین فیلم کوتاه چینی که در هر سه جشنواره تاریخ دعوت شده‌است. این فیلم به‌طور گسترده در رسانه‌های چین پوشش داده شد و در چین و اروپا مورد تحسین منتقدین قرار گرفت و پخش تلویزیونی و تئاتر را در سرزمین‌های جهان به دست آورد.
در سال ۲۰۰۵، انگ یک فیلم مستقل چینی Waiting Alone، با بازیگری برخی ستاره‌های چینی از جمله کا یو، گنگ بیبی، لی بینگ بینگ چو یون فات ساخت و کارگردانی کرد. این فیلم با بیش از ۵۰ رسانه به عنوان یکی از بهترین فیلم‌های ۲۰۰۵ شناخته شده‌است.
Waiting Alone پس از انتشار گسترده داخلی در چین در سپتامبر ۲۰۰۵، در جوایز اسکار چینی (جوایز خروس طلایی) که اولین بار در تاریخ این جوایز بود، ۳ نامزد دریافت کرد (از جمله بهترین تصویربرداری)
انگ در سال ۲۰۰۷ دعوت شد تا اولین افتتاحیه جوایز آکادمی چین را هدایت کند. او برخی از بزرگ‌ترین ستاره‌های آسیا، زیی ژانگ، لیو یی و گه یو به دست آورد تا در ارسال یک کمدی در تلویزیون ملی چین، ژانرهای اکشن را فریب دهند.
در سال ۲۰۱۱، انگ به نویسندگی، کارگردانی و تولید فیلم جدا نشدنی با بازی برنده اسکار کوین اسپیسی، دانیل وو، گونگ بیبی، یان نیک و پیتر استورمار پرداخت. جشنواره بین‌المللی فیلم بوسان در سال ۲۰۱۱ به بررسی مثبت این فیلم پرداخت و در می ۲۰۱۲ در چین منتشر شد. جدایی ناپذیر به عنوان یکی از ۱۰ فیلم برجسته آسیایی وال استریت ژورنال معرفی شد.
در سال ۲۰۱۵، از انگ دعوت شد تا در هیئت داوران پنج نفره جوایز صنفی معتبر کارگردان فیلم چین حضور یابد.
در سال ۲۰۱۷، انگ فیلم فانتزی، کمدی آرزو را کارگردانی کرد که رتبه فیلم برتر آنلاین را بدست آورد. بازیگرانی مانند شیا یو، یان نیکل، ویکتوریا سانگ، دانیل وو، وانگ بائوجیانگ، بائو بییر در این فیلم ایفای نقش می‌کنند. آرزو، برنده جایزه فرشته طلایی در جشنواره فیلم ۲۰۱۷ چین آمریکا و جوایز بهترین فیلم فانتزی و بهترین کارگردانی (علاوه بر برنده شدن در چند دسته مهم دیگر از جمله بهترین بازیگر / بازیگر نقش اول زن، بهترین ویرایش، بهترین VFX) در جوایز فیلم لس آنجلس ۲۰۱۸ و جوایز فیلم نیویورک را به دست آورد.

## فیلم‌شناسی منتخب
به عنوان نویسنده، کارگردان، تهیه‌کننده، ویراستار:
- آرزو (چینی: 反转 人生؛ پینین: فن ژوان رن شنگ) (۲۰۱۷)
- جدا نشدنی (چینی: 形影不离؛ پینین: زینگ یینگ بو لی) (۲۰۱۱)
- در انتظار تنها (چینی: 独自 等待؛ پینین: Dú Zì Dìng Dài) (2005)
- اتوبوس ۴۴ (چینی: 车 四 十四؛ پینین: Che Si Shi Si) (2001)

## لیست جوایز جزئی
- ۲۰۱۸: جوایز فیلم نیویورک - بهترین تصویر (آرزو)
- ۲۰۱۸: جوایز فیلم لس آنجلس - بهترین فیلم فانتزی (آرزو)
- ۲۰۱۸: جوایز فیلم لس آنجلس - جایزه بهترین کارگردان (آرزو)
- ۲۰۱۸: جوایز فیلم نیویورک نیویورک - جایزه بهترین کارگردان (آرزو)
- ۲۰۱۷: جوایز فیلم مستقل لندن - جایزه بهترین ویرایش (آرزو)
- ۲۰۱۷: جشنواره فیلم چینی آمریکایی - جایزه فیلم فرشته طلایی (آرزو)
- ۲۰۱۳: جشنواره فیلم‌های چینی آمریکایی - جایزه بهترین فیلم تولیدی آمریکا و چین (تفکیک‌ناپذیر)
- ۲۰۰۵: جایزه خروس طلایی - بهترین نامزد تصویر (در انتظار تنها)
- ۲۰۰۵: جشنواره فیلم پکن - اولین جایزه بهترین ویژگی (در انتظار تنها)
- ۲۰۰۱: جشنواره فیلم ونیز - جایزه ویژه هیئت داوران (اتوبوس ۴۴)
- ۲۰۰۲: جشنواره فیلم ساندنس - نامزد محترم هیئت داوران (اتوبوس ۴۴)
- ۲۰۰۲: جشنواره کن - چهار هفته کارگردانان (اتوبوس ۴۴)
- ۲۰۰۲: جشنواره فیلم فلوریدا - جایزه بزرگ هیئت داوران (اتوبوس ۴۴)